# Microtea
Microtea ist die einzige Gattung der Pflanzenfamilie der Microteaceae innerhalb der Ordnung der Nelkenartigen (Caryophyllales). Die etwa 9 bis 12 Arten sind in der Neotropis verbreitet.

## Beschreibung

### Vegetative Merkmale
Microtea-Arten sind einjährige, krautige Pflanzen, die nur selten im unteren Bereich verholzen. Sie erreichen Wuchshöhen von meist etwa 25 und maximal 60 Zentimetern. Die aufrecht oder aufsteigend wachsenden Stängel sind reich verzweigt. Die wechselständig am Stängel angeordneten Laubblätter sind sitzend. Die einfachen, kahlen Blattspreiten sind lanzettlich bis eiförmig-oval.

### Generative Merkmale
Die sitzenden oder gestielten Blüten sind in traubigen, thyrsenförmigen Blütenständen angeordnet. Die Tragblätter sind elliptisch, glatt und membranartig. Falls Vorblätter vorhanden sind dann sind sie paarig angeordnet und sind lanzettlich, membranartig sowie so lang wie die Blüten oder kürzer.
Die relativ kleinen, zwittrigen sind radiärsymmetrisch. Die Blütenhülle besteht aus fünf, seltener vier, gleichgeformten elliptischen oder länglich-elliptischen Hüllblättern. Es sind fünf bis acht Staubblätter vorhanden. Der Fruchtknoten ist einkammrig. Es sind drei bis fünf getrennte Griffel vorhanden.
Als Frucht werden stachelige Achänen gebildet. Die Samen sind nierenförmig bis fast kugelig mit schwarzer, harter Samenschale.

## Verbreitung
Die Arten der GattungMicrotea kommen in Zentralamerika und großen Teilen Südamerikas sowie auf den Antillen vor.

## Systematik
Die Erstbeschreibung der Gattung Microtea erfolgte 1788 durch Olof Swartz in Nova Genera et Species Plantarum seu Prodromus, Band 4, Seite 53. Typusart ist Microtea debilis Sw.
Seitdem diese Gattung 1788 aufgestellt wurde, war deren systematische Stellung umstritten. Sie wurde in einer eigenen Unterfamilie Microteoideae entweder den Kermesbeerengewächsen (Phytolaccaceae) oder den Chenopodiaceae (diese ist in der Familie Amaranthaceae aufgegangen) zugerechnet. Für die Gattung Microtea wurde 2009 auf Grund molekularbiologischer Untersuchungen die eigene Familie der Microteaceae aufgestellt.
Es sind insgesamt 21 Arten innerhalb der Gattung Microtea beschrieben worden, da allerdings keine die Gattung insgesamt untersuchenden Arbeiten vorliegen, ist unbekannt, wie viele akzeptierte Arten existieren. Ihre Zahl wird auf etwa 9 bis 12 geschätzt. Hier eine Auswahl:
- Microtea debilis Sw.: Von der Karibik und Guatemala bis Paraguay.[2]
- Microtea maypurensis (Kunth) G.Don: Tropisches Südamerika.[2]
- Microtea portoricensis Urb.: Kuba bis Puerto Rico.[2]

## Nachweise
- Bastian Schäferhoff, Kai F. Müller, Thomas Borsch: Caryophyllales phylogenetics: disentangling Phytolaccaceae and Molluginaceae and description of Microteaceae as a new isolated family. In: Willdenowia – Annals of the Botanic Garden and Botanical Museum Berlin-Dahlem. Band 39, Nr. 2, 2009, S. 209–228, doi:10.3372/wi.39.39201 (englisch).